# Nazionale maschile di calcio delle Isole Cayman
La nazionale di calcio delle Isole Cayman è la rappresentativa calcistica delle omonime isole caraibiche, posta sotto l'egida della Cayman Islands Football Association ed affiliata alla CONCACAF.
La squadra è una delle più deboli nello scenario americano, ciononostante è riuscita ad ottenere un sorprendente 4º posto nella Coppa dei Caraibi 1995, l'unica competizione internazionale organizzata in casa (congiuntamente alla Giamaica).
Attualmente occupa il 193º posto del ranking FIFA.

## Partecipazioni ai tornei internazionali
Legenda: Grassetto: Risultato migliore, Corsivo: Mancate partecipazioni

### Campionato CONCACAF
Le Turtles non hanno mai disputato il Campionato CONCACAF, l'antenato della Gold Cup svoltosi dal 1963 al 1989, in quanto la CIFA è entrata a far parte della Confederazione Nord-Centroamericana e Caraibica nel 1992.

### Coppa dei Caraibi
Le Isole Cayman hanno partecipato alla Coppa dei Caraibi in quattro occasioni, centrando come miglior risultato un quarto posto nel 1995.

## Statistiche dettagliate sui tornei internazionali

### Mondiali
| Anno | Luogo                          | Piazzamento            | V | N | P | Gol |
| ---- | ------------------------------ | ---------------------- | - | - | - | --- |
| 1986 | Messico                        | Non iscritta alla FIFA | - | - | - | -   |
| 1990 | Italia                         | Non iscritta alla FIFA | - | - | - | -   |
| 1994 | Stati Uniti                    | Non partecipante       | - | - | - | -   |
| 1998 | Francia                        | Non qualificata        | - | - | - | -   |
| 2002 | Giappone / Corea del Sud       | Non qualificata        | - | - | - | -   |
| 2006 | Germania                       | Non qualificata        | - | - | - | -   |
| 2010 | Sudafrica                      | Non qualificata        | - | - | - | -   |
| 2014 | Brasile                        | Non qualificata        | - | - | - | -   |
| 2018 | Russia                         | Non qualificata        | - | - | - | -   |
| 2022 | Qatar                          | Non qualificata        | - | - | - | -   |
| 2026 | Canada / Stati Uniti / Messico | Non qualificata        | - | - | - | -   |

### Campionato CONCACAF/Gold Cup
| Anno | Luogo                               | Piazzamento                        | V | N | P | Gol |
| ---- | ----------------------------------- | ---------------------------------- | - | - | - | --- |
| 1989 | Itinerante                          | Non iscritta alla CONCACAF         | - | - | - | -   |
| 1991 | Stati Uniti                         | Non qualificata                    | - | - | - | -   |
| 1993 | Stati Uniti / Messico               | Non qualificata                    | - | - | - | -   |
| 1996 | Stati Uniti                         | Non qualificata                    | - | - | - | -   |
| 1998 | Stati Uniti                         | Ritirata durante le qualificazioni | - | - | - | -   |
| 2000 | Stati Uniti                         | Non qualificata                    | - | - | - | -   |
| 2002 | Stati Uniti                         | Non qualificata                    | - | - | - | -   |
| 2003 | Stati Uniti / Messico               | Non qualificata                    | - | - | - | -   |
| 2005 | Stati Uniti                         | Non qualificata                    | - | - | - | -   |
| 2007 | Stati Uniti                         | Non qualificata                    | - | - | - | -   |
| 2009 | Stati Uniti                         | Non qualificata                    | - | - | - | -   |
| 2011 | Stati Uniti                         | Non qualificata                    | - | - | - | -   |
| 2013 | Stati Uniti                         | Non qualificata                    | - | - | - | -   |
| 2015 | Stati Uniti / Canada                | Non partecipante                   | - | - | - | -   |
| 2017 | Stati Uniti                         | Non partecipante                   | - | - | - | -   |
| 2019 | Stati Uniti / Costa Rica / Giamaica | Non qualificata                    | - | - | - | -   |
| 2021 | Stati Uniti                         | Non qualificata                    | - | - | - | -   |
| 2025 | Stati Uniti / Canada                | Non qualificata                    | - | - | - | -   |

### Olimpiadi
- Nota bene: per le informazioni sui risultati ai Giochi olimpici nelle edizioni successive al 1985 (data della nascita della selezione caymaniana) visionare la pagina della nazionale olimpica.

### Confederations Cup
| Anno | Luogo                    | Piazzamento     | V | N | P | Gol |
| ---- | ------------------------ | --------------- | - | - | - | --- |
| 1992 | Arabia Saudita           | Non invitata    | - | - | - | -   |
| 1995 | Arabia Saudita           | Non invitata    | - | - | - | -   |
| 1997 | Arabia Saudita           | Non qualificata | - | - | - | -   |
| 1999 | Messico                  | Non qualificata | - | - | - | -   |
| 2001 | Corea del Sud / Giappone | Non qualificata | - | - | - | -   |
| 2003 | Francia                  | Non qualificata | - | - | - | -   |
| 2005 | Germania                 | Non qualificata | - | - | - | -   |
| 2009 | Sudafrica                | Non qualificata | - | - | - | -   |
| 2013 | Brasile                  | Non qualificata | - | - | - | -   |
| 2017 | Russia                   | Non qualificata | - | - | - | -   |

### Coppa dei Caraibi
| Anno | Luogo                                   | Piazzamento                        | V | N | P | Gol  |
| ---- | --------------------------------------- | ---------------------------------- | - | - | - | ---- |
| 1988 | Martinica                               | Non partecipante                   | - | - | - | -    |
| 1989 | Barbados                                | Non partecipante                   | - | - | - | -    |
| 1990 | Trinidad e Tobago                       | Non qualificata                    | - | - | - | -    |
| 1991 | Giamaica                                | Primo turno                        | 0 | 0 | 2 | 3:5  |
| 1992 | Trinidad e Tobago                       | Non qualificata                    | - | - | - | -    |
| 1993 | Giamaica                                | Non qualificata                    | - | - | - | -    |
| 1994 | Trinidad e Tobago                       | Primo turno                        | 0 | 1 | 2 | 3:6  |
| 1995 | Isole Cayman / Giamaica                 | Quarto posto                       | 2 | 1 | 2 | 7:14 |
| 1996 | Trinidad e Tobago                       | Ritirata durante le qualificazioni | - | - | - | -    |
| 1997 | Antigua e Barbuda / Saint Kitts e Nevis | Non partecipante                   | - | - | - | -    |
| 1998 | Giamaica / Trinidad e Tobago            | Primo turno                        | 1 | 0 | 2 | 2:5  |
| 1999 | Trinidad e Tobago                       | Non qualificata                    | - | - | - | -    |
| 2001 | Trinidad e Tobago                       | Non qualificata                    | - | - | - | -    |
| 2005 | Barbados                                | Non qualificata                    | - | - | - | -    |
| 2007 | Trinidad e Tobago                       | Non qualificata                    | - | - | - | -    |
| 2008 | Giamaica                                | Non qualificata                    | - | - | - | -    |
| 2010 | Martinica                               | Non qualificata                    | - | - | - | -    |
| 2012 | Antigua e Barbuda                       | Non partecipante                   | - | - | - | -    |
| 2014 | Giamaica                                | Non partecipante                   | - | - | - | -    |
| 2017 | Martinica                               | Non partecipante                   | - | - | - | -    |

## Rosa attuale
|  | P | Ramon Sealy        | 22 aprile 1991    | 12 | -? | Bodden Town FC     |  |  |
|  | P | Shakur Welcome     | 29 gennaio 1997   | 1  | -? | Roma United SC     |  |  |
|  |   |                    |                   |    |    |                    |  |  |
|  | D | Benjamin Cupid     | 18 marzo 1988     | 11 | 0  | Elite SC           |  |  |
|  | D | Joshewa Frederick  | 24 gennaio 1997   | 4  | 0  | Longwood Lancers   |  |  |
|  | D | Ackeem Hyde        | 03 novembre 1999  | 1  | 0  |                    |  |  |
|  | D | Wesley Robinson    | 07 settembre 1993 | 6  | 0  | Elite SC           |  |  |
|  | D | Karl Solomon       | 13 ottobre 1994   | 4  | 0  | Bodden Town FC     |  |  |
|  | D | Jameal Welcome     | 4 novembre 1993   | 0  | 0  |                    |  |  |
|  |   |                    |                   |    |    |                    |  |  |
|  | C | Lucas Christian    | 01 luglio 1996    | 3  | 0  |                    |  |  |
|  | C | Romario Dixon      | 19 settembre 1996 | 1  | 0  | Academy SC         |  |  |
|  | C | Jonah Ebanks       | 07 maggio 1996    | 2  | 0  | Academy SC         |  |  |
|  | C | Michael Martin     | 31 gennaio 1998   | 4  | 0  | Bodden Town FC     |  |  |
|  | C | Andrés Ruiz        | 31 marzo 1993     | 6  | 0  | George Town SC     |  |  |
|  | C | Kyle Santamaría    | 03 settembre 1987 | 2  | 0  | Bodden Town FC     |  |  |
|  | C | Colby Seymour      | 09 agosto 1994    | 2  | 0  | Future SC          |  |  |
|  | C | Mattew Suberan     | 03 febbraio 1995  | 6  | 0  | Cayman Athletic SC |  |  |
|  |   |                    |                   |    |    |                    |  |  |
|  | A | Mark Ebanks        | 26 dicembre 1990  | 15 | 6  | Academy SC         |  |  |
|  | A | Brian Martin       | 02 dicembre 1994  | 2  | 0  | Academy SC         |  |  |
|  | A | Anton Nelson       | 31 luglio 1997    | 1  | 0  | Llanelli Town      |  |  |
|  | A | Christopher Reeves | 27 febbraio 1997  | 3  | 0  | Elite SC           |  |  |